# Seznam ministrů vnitra Předlitavska
Toto je seznam ministrů vnitra Předlitavska, který obsahuje chronologický přehled všech členů vlád Předlitavska působících v čele tohoto úřadu (včetně správců, tedy osob provizorně pověřených řízením ministerstva) po celé období existence tohoto státního útvaru, tedy od rakousko-uherského vyrovnání roku 1867 až do zániku Rakouska-Uherska v roce 1918.

## Ministři vnitra Předlitavska 1867-1918
| #  | Jméno                        | Fotografie | Strana                 | Vláda                                                               | Funkční období                         | Poznámky            |
| -- | ---------------------------- | ---------- | ---------------------- | ------------------------------------------------------------------- | -------------------------------------- | ------------------- |
| 1  | Eduard Taaffe                |            |                        | vláda Ferdinanda von Beusta                                         | 2. března 1867 – 23. prosince 1867     |                     |
| 2  | Karl Giskra                  |            | Ústavní strana         | vláda Karla von Auersperga vláda Leopolda Hasnera                   | 30. prosince 1867 – 12. dubna 1870     |                     |
| 3  | Eduard Taaffe                |            |                        | vláda Alfreda von Potockého                                         | 12. dubna 1870 – 4. února 1871         |                     |
| 4  | Karl Hohenwart               |            |                        | vláda Karla von Hohenwarta                                          | 5. února 1871 – 26. října 1871         |                     |
| 5  | August von Wehli             |            |                        | vláda Ludwiga von Holzgethana                                       | 27. října 1871 – 22. listopadu 1871    | Správce.            |
| 6  | Josef Lasser                 |            | Ústavní strana         | vláda Adolfa von Auersperga                                         | 26. listopadu 1871 – 4. července 1878  |                     |
| 7  | Adolf von Auersperg          |            | Ústavní strana         | vláda Adolfa von Auersperga                                         | 4. července 1878 – 15. února 1879      |                     |
| 8  | Eduard Taaffe                |            |                        | vláda Karla von Stremayra vláda Eduarda Taaffeho                    | 15. února 1879 – 11. listopadu 1893    |                     |
| 9  | Olivier de Bacquehem         |            |                        | vláda Alfreda Windischgrätze                                        | 12. listopadu 1893 – 19. června 1895   |                     |
| 10 | Erich von Kielmansegg        |            |                        | vláda Ericha Kielmansegga                                           | 20. června 1895 – 30. září 1895        |                     |
| 11 | Kazimír Badeni               |            |                        | vláda Kazimíra Badeniho                                             | 2. října 1895 – 28. listopadu 1897     | Správce.            |
| 12 | Paul Gautsch                 |            |                        | první vláda Paula Gautsche                                          | 30. listopadu 1897 – 5. března 1898    | Správce.            |
| 13 | Franz Thun                   |            |                        | vláda Franze Thuna                                                  | 7. března 1898 – 2. října 1899         | Správce.            |
| 14 | Ernest von Koerber           |            |                        | vláda Manfreda Clary-Aldringena                                     | 2. října 1899 – 21. prosince 1899      |                     |
| 15 | Josef Stummer                |            |                        | vláda Manfreda Clary-Aldringena                                     | 21. prosince 1899 – 18. ledna 1900     | Provizorní správce. |
| 16 | Ernest von Koerber           |            |                        | první vláda Ernesta von Koerbera                                    | 19. ledna 1900 – 31. prosince 1904     | Správce.            |
| 17 | Artur Bylandt-Rheidt         |            |                        | druhá vláda Paula Gautsche                                          | 1. ledna 1905 – 1. května 1906         |                     |
| 18 | K. Hohenlohe-Schillingsfürst |            |                        | vláda Konrada Hohenloheho                                           | 2. května 1906 – 28. května 1906       | Správce.            |
| 19 | Richard von Bienerth         |            |                        | vláda Maxe Becka                                                    | 2. června 1906 – 15. listopadu 1908    |                     |
| 20 | Guido von Haerdtl            |            |                        | vláda Richarda Bienertha                                            | 15. listopadu 1908 – 9. ledna 1911     |                     |
| 21 | Max Wickenburg               |            |                        | vláda Richarda Bienertha třetí vláda Paula Gautsche                 | 9. ledna 1911 – 3. listopadu 1911      |                     |
| 22 | Karl Heinold                 |            |                        | vláda Karla Stürgkha                                                | 3. listopadu 1911 – 30. listopadu 1915 |                     |
| 23 | K. Hohenlohe-Schillingsfürst |            |                        | vláda Karla Stürgkha                                                | 30. listopadu 1915 – 21. října 1916    |                     |
| 24 | Erwin von Schwartzenau       |            |                        | druhá vláda Ernesta von Koerbera                                    | 31. října 1916 – 20. prosince 1916     |                     |
| 25 | Erasmus von Handel           |            | Křesťansko-soc. strana | vláda Heinricha Clam-Martinice                                      | 20. prosince 1916 – 22. června 1917    |                     |
| 26 | Friedrich von Toggenburg     |            |                        | vláda Ernsta Seidlera                                               | 23. června 1917 – 11. června 1918      |                     |
| 27 | Edmund von Gayer             |            |                        | vláda Ernsta Seidlera vláda Maxe Hussarka vláda Heinricha Lammasche | 11. června 1918 – 30. října 1918       |                     |

* Poznámka: V pramenech a databázích mírně kolísá přesná datace počátku a konce funkčního období jednotlivých vlád. Zde všechny údaje dle publikace kol. aut.: Československé dějiny v datech, Praha 1987.